# 안드레아스 힐그루버

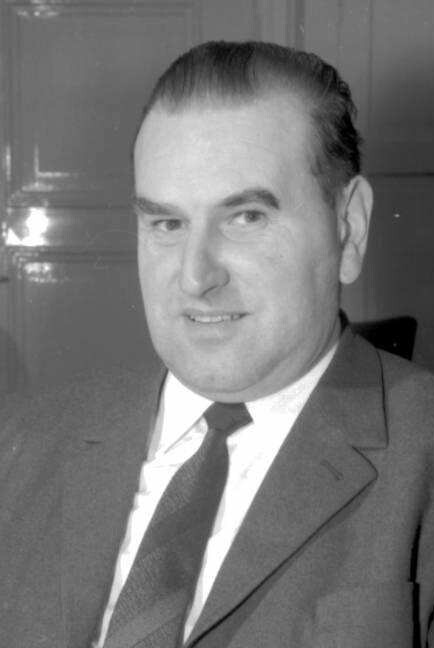

안드레아스 프리츠 힐그루버(Andreas Fritz Hillgruber, 1925년 1월 18일 – 1989년 5월 8일)는 1980년대 역사가 논쟁에서 주도적인 역할을 한 군사 및 외교 역사가로서 영향력을 행사한 보수주의 독일 역사가였다.
그는 역사가들이 동부 전선에서 싸우는 독일 국방군와 "동일화"해야 한다고 썼고 1944-45년에 독일에 대한 연합군의 정책과 유대인에 대해 행해진 대량 학살 사이에는 도덕적 차이가 없다고 주장했다.
1950년대 초 힐그루버는 여전히 제2차 세계대전을 재래식 전쟁으로 보았지만 1965년까지 그의 저서 《히틀러의 전략》에서 전쟁은 히틀러를 위한 전쟁이며 자비를 베풀 수 없는 사악하고 이념적인 전쟁이라고 주장했다. 독일 외교 정책에 대한 힐그루버의 연구는 그를 국가 사회주의 외교 정책 에 대한 논쟁에서 주도적인 인물 중 한 사람으로 만들었다.
소련에 대한 힐그루버의 글은 몇 년에 걸친 변화뿐만 아니라 일정한 불변성을 보인다. 그는 항상 소련이 여러 면에서 나치 독일과 유사한 잔혹하고 팽창적이며 전체주의적인 강대국이라고 주장했다. 그러나 한편으로 그는 모스크바의 외교정책이 합리적이고 현실적이었던 반면, 나치 시대 베를린의 외교정책은 완전히 비합리적이고 비현실적이었다고 주장했다.